# Finsterforst
Finsterforst es una banda alemana de folk metal originaria de Schwarzwald, Baden-Württemberg, cuyos temas líricos tratan sobre la naturaleza, los mitos alemanes y los mundos de fantasía. Formado en 2004, el grupo ha lanzado cinco álbumes de estudio, un extended play y un álbum recopilatorio .
Finsterforst significa "bosque oscuro" y es una referencia a la "Selva Negra", una cadena montañosa boscosa del estado natal de la banda.
Además de la formación habitual de instrumentos utilizados en el metal ( guitarras eléctricas, bajo, batería ), el sonido de la banda se basa en gran medida en melodías de acordeón, con el uso ocasional de instrumentos, como el silbato de hojalata y el oboe . El género de la banda a menudo se considera metal pagano debido al uso de voces ásperas.
Varios integrantes de la banda Finsterforst también tocan en Cryptic Forest, una banda de black metal originaria de Schwarzwald, Baden-Württemberg .

## Historia

### Formación yWiege Der Finsternis(2004-2006)
La banda fue formada a finales del año 2004 por Tobias Weinreich, Sebastian "AlleyJazz" Scherrer, Simon Schillinger y Marco Schomas. Debido a que la alineación no estaba completa, el grupo decidió concentrarse en escribir canciones.
Dado que la banda consideró que necesitaba un verdadero acordeonista, Johannes Joseph se unió a la formación en la primavera de 2005, seguido por el guitarrista rítmico David Schuldis, en octubre del mismo año.
A pesar de no contar con baterista, la banda reservó los  Iguana Studios en Buchheim, Baden-Württemberg, y, a fines de diciembre de 2005, se grabaron tres canciones con la ayuda de una caja de ritmos . Las canciones fueron lanzadas como el EP Wiege der Finsternis en marzo de 2006.

### Nuevo baterista yWeltenkraft(2006-2008)
En octubre de 2006, el baterista Cornelius "Wombo" Heck se unió a la alineación, lo que permitió a la banda prepararse para los shows en vivo.
Entre febrero y marzo de 2007, la banda regresó a Iguana Studios para grabar su álbum debut, Weltenkraft, que fue lanzado en julio a través de World Chaos Productions .

### ...zum Tode hin, nuevo vocalista yUrwerk(2008-2011)
El segundo álbum de la banda, ...zum Tode hin, fue grabado en julio de 2008 en Iguana Studios, y fue lanzado a través del sello alemán Einheit Produktionen el 27 de febrero de 2009.
A finales de noviembre de 2009, la banda anunció la salida de Schomas, y que estaban en búsqueda de un nuevo cantante, puesto que ocupó Oliver Berlin en 2010.
En 2010, la banda lanzó Urwerk, una reedición en dos discos de su primer EP (con un bonus track) y su álbum debut.

### Rastlosy contrato discográfico con Napalm Records (2012-2015)
El 28 de septiembre de 2012, la banda firmó contrato discográfico con el sello austriaco Napalm Records . El 26 de noviembre de 2012, el álbum Rastlos fue lanzado en todo el mundo con críticas positivas y recibió varios premios al "álbum del mes". Para 2014, hubo un anuncio de una gira europea llamada "Trolls in the Forest Bring Kaos over Europe", junto con Trollfest y Cryptic Forest .

### Mach Dich Frei,#YØLØyZerfall(2015-presente)
A principios de 2015, Finsterforst lanzó su nuevo álbum de estudio Mach Dich Frei . Fue lanzado el 23 de enero en Alemania/Austria/Suiza, el 30 de enero en el resto de Europa y el 10 de febrero en Norteamérica. En 2015, el vocalista y acordeonista Johannes Joseph dejó la banda.
En 2016 lanzaron #YØLØ, al que se refieren como un EP aunque reconocen que algunos lo llaman álbum.
El 2 de agosto de 2019 lanzaron el álbum Zerfall . Tiene solo cinco canciones, en julio de 2019 se lanzó un video con la letra de una versión abreviada.

## Miembros de la banda

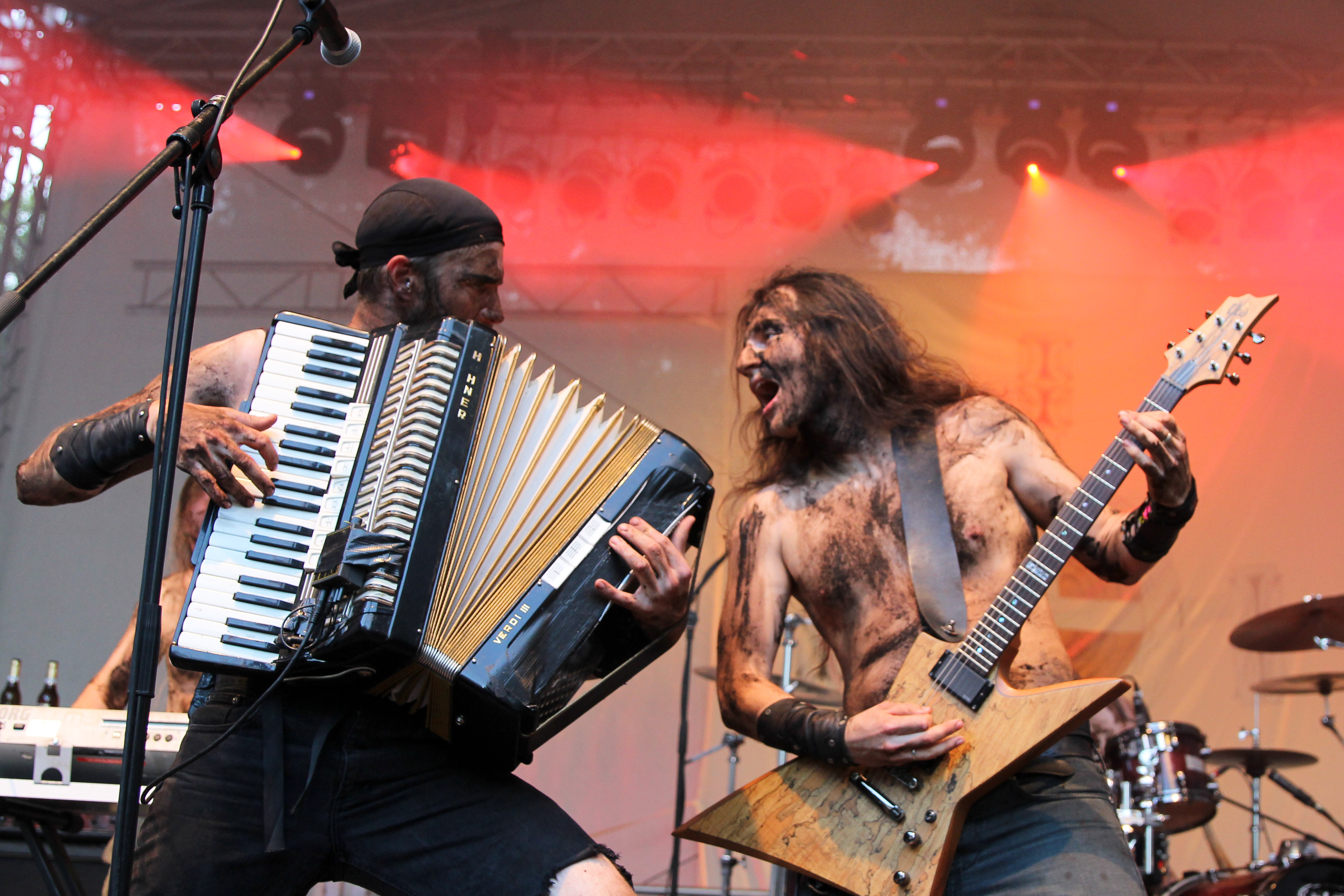
Johannes Joseph y David Schuldis

- Simon Schillinger - guitarras (principal, rítmica, acústica), teclados, orquestaciones, programación, voces (coros) (2004-presente)
- Tobias Weinreich - bajo (2004-presente)
- Sebastian "AlleyJazz" Scherrer - teclados (2004-presente)
- David Schuldis - guitarras (ritmo), gaitas (2005-presente)
- Cornelius "Wombo" Heck - batería, voz (coros) (2006-presente)
- Oliver Berlin - voz principal y coro (2010-presente)

Miembros anteriores
- Marco Schomas - voz principal, guitarra acústica (2004-2009)
- Johannes Joseph - acordeón, voz (principal, coros) (2005-2015)

## Discografía

### EP
- Wiege der Finsternis (2005)

#### #YØLØ(2016)[10]
El álbum pretende ser un acercamiento humorístico al género del metal pagano y su título es el nombre de una deidad nórdica que imaginó el vocalista Oliver Berlin. El EP tiene cuatro versiones de canciones originalmente de Miley Cyrus, Michael Jackson, KIZ y Die Kassierer .
La mayoría de las canciones tienen como tema principal la bebida, pero algunas cubren otros temas, como "Auf die Zwölf", que trata sobre el fútbol. Se filmó un video para este último, con el vocalista Robse de Equilibrium .
| #YØLØ |                                             |          |  |
| N.º   | Título                                      | Duración |  |
| 2.    | «On the Twelve»                             |          |  |
| 8.    | «Empty Bottle»                              |          |  |
| 9.    | «The Worst Thing Is, When the Beer Is Gone» |          |  |

### Álbumes de estudio
- Weltenkraft (2007)

| ... zum Tode hin |                             |          |  |
| N.º              | Título                      | Duración |  |
| 1.               | «Fountainhead»              |          |  |
| 2.               | «The Great Awakening»       |          |  |
| 3.               | «Blacksmith of his fortune» |          |  |
| 4.               | «Harvest of the Storm»      |          |  |
| 5.               | «Downfall»                  |          |  |

| Rastlos |                   |          |  |
| N.º     | Título            | Duración |  |
| 1.      | «Nothing but Ash» |          |  |
| 2.      | «Foreign/Strange» |          |  |
| 3.      | «At a Crossroad»  |          |  |
| 4.      | «Die at Last»     |          |  |
| 5.      | «A Flare»         |          |  |
| 6.      | «Rest»            |          |  |

| Mach Dich Frei |                           |          |  |
| N.º            | Título                    | Duración |  |
| 1.             | «Departure»               |          |  |
| 2.             | «Fate's End»              |          |  |
| 3.             | «Time for Hatred»         |          |  |
| 4.             | «In the Eye of the Storm» |          |  |
| 5.             | «Set Yourself Free»       |          |  |
| 6.             | «Man vs. Mankind»         |          |  |
| 7.             | «Journey to the...»       |          |  |
| 8.             | «Dark Forest»             |          |  |

- Zerfall (2019)

### Álbumes recopilatorios
- Urwerk (2010)

## Bosque críptico

### Historia del Bosque Críptico (2003-2014)
A principios de 2003, la banda era solo un proyecto personal del compositor Simon Schillinger . Un par de canciones cobraron vida, pero el proyecto se "congeló" más tarde porque el enfoque de escritura de Schillinger descansaba en su otra banda, Finsterforst, en ese momento. Aunque Cryptic Forest oficialmente no estaba activo, de vez en cuando escribía algo de música no relacionada con Finsterforst y la compartía con un par de amigos, quienes luego lo alentaron a fundar una banda y grabar un EP. El EP llamado Dawn of the eclipse fue lanzado en 2011, lo que puede verse como la fundación oficial de la banda. En agosto de 2013 se lanzó el álbum debut Ystyr en el sello alemán Einheit Produktionen y se anunció una gira europea junto con Trollfest y Finsterforst para 2014.

## Giras de conciertos
| Fecha                   | País/Región             | Ciudad                  | Evento                  | Huésped                 |
| Gira Zerfall China 2019 | Gira Zerfall China 2019 | Gira Zerfall China 2019 | Gira Zerfall China 2019 | Gira Zerfall China 2019 |
| ----------------------- | ----------------------- | ----------------------- | ----------------------- | ----------------------- |
| 14 de noviembre de 2019 |                         | Beijing                 | Mao Live House Pekín    | Frozen Moon             |
| 15 de noviembre de 2019 | Nankín                  | Ola Espacio de Arte     | Ninguno                 |                         |
| 16 de noviembre de 2019 | Shanghái                | Casa en vivo de YYT     | Ninguno                 |                         |
| 17 de noviembre de 2019 | Hangzhou                | Mao Live House Hangzhou | Ninguno                 |                         |
| 18 de noviembre de 2019 | Suzhou                  | Casa de la colina       | Ninguno                 |                         |
| 20 de noviembre de 2019 | Shenzhen                | B10 en vivo             | Ninguno                 |                         |
| 21 de noviembre de 2019 | Cantón                  | Tu espacio              | Ninguno                 |                         |
| 23 de noviembre de 2019 | Xian                    | Club de apertura        | Ninguno                 |                         |